# Sci di fondo ai XIV Giochi olimpici invernali
Nello sci di fondo ai XIV Giochi olimpici invernali furono disputate otto gare, quattro maschili e quattro femminili. Rispetto all'edizione precedente fu introdotta una novità nel programma, già inserita in quello dei Mondiali dall'edizione del 1978: la 20 km femminile.
Un'altra rilevante novità fu introdotta nello sci di fondo in campo tecnico, con l'esordio della tecnica libera accanto alla tradizionale tecnica classica. La nuova tecnica, già apparsa ai Campionati mondiali di sci nordico 1982, fu inizialmente osteggiata dalla FIS; nelle gare olimpiche fu proibito l'uso del passo pattinato negli ultimi 200 m di ogni gara - pena la squalifica - e comunque le piste furono interamente tracciate con i consueti binari per la tecnica classica. Molti atleti, tuttavia, anche in presenza dei binari riuscirono ad adottare almeno parzialmente il passo pattinato.

## Risultati

### Uomini

#### 15 km
La gara di sci di fondo sulla distanza di 15 km si disputò il 13 febbraio; il percorso di Veliko Polje si snodava sul monte Igman con un dislivello massimo di 120 m e presero parte alla competizione 91 atleti.
| Posizione | Atleta            | Nazione          | Tempo   |
| --------- | ----------------- | ---------------- | ------- |
| 1         | Gunde Svan        | Svezia           | 41:25,6 |
| 2         | Aki Karvonen      | Finlandia        | 41:34,9 |
| 3         | Harri Kirvesniemi | Finlandia        | 41:45,6 |
| 4         | Juha Mieto        | Finlandia        | 42:05,8 |
| 5         | Vladimir Nikitin  | Unione Sovietica | 42:31,6 |
| 6         | Nikolaj Zimjatov  | Unione Sovietica | 42:34,5 |
| 7         | Uwe Bellmann      | Germania Est     | 42:35,8 |
| 8         | Tor Håkon Holte   | Norvegia         | 42:37,4 |
| 9         | Maurilio De Zolt  | Italia           | 42:40,0 |
| 10        | Oleksandr Batjuk  | Unione Sovietica | 42:42,2 |

#### 30 km
La gara di sci di fondo sulla distanza di 30 km si disputò il 10 febbraio; il percorso di Veliko Polje si snodava sul monte Igman con un dislivello massimo di 134 m e a partire dalle 8:30 presero parte alla competizione 72 atleti.
| Posizione | Atleta              | Nazione          | Tempo     |
| --------- | ------------------- | ---------------- | --------- |
| 1         | Nikolaj Zimjatov    | Unione Sovietica | 1:28:56,3 |
| 2         | Aleksandr Zav'jalov | Unione Sovietica | 1:29:23,3 |
| 3         | Gunde Svan          | Svezia           | 1:29:35,7 |
| 4         | Vladimir Sachnov    | Unione Sovietica | 1:30:30,4 |
| 5         | Aki Karvonen        | Finlandia        | 1:30:59,7 |
| 6         | Lars Erik Eriksen   | Norvegia         | 1:31:24,8 |
| 7         | Harri Kirvesniemi   | Finlandia        | 1:31:37,4 |
| 8         | Juha Mieto          | Finlandia        | 1:31:48,3 |
| 9         | Maurilio De Zolt    | Italia           | 1:31:58,7 |
| 10        | Uwe Bellmann        | Germania Est     | 1:31:59,3 |

#### 50 km
La gara di sci di fondo sulla distanza di 50 km si disputò il 19 febbraio; il percorso di Veliko Polje si snodava sul monte Igman con un dislivello massimo di 132 m e a partire dalle 7:45 presero parte alla competizione 54 atleti.
| Posizione | Atleta              | Nazione          | Tempo     |
| --------- | ------------------- | ---------------- | --------- |
| 1         | Thomas Wassberg     | Svezia           | 2:15:55,8 |
| 2         | Gunde Svan          | Svezia           | 2:16:00,7 |
| 3         | Aki Karvonen        | Finlandia        | 2:17:04,7 |
| 4         | Harri Kirvesniemi   | Finlandia        | 2:18:34,1 |
| 5         | Jan Lindvall        | Norvegia         | 2:19:27,1 |
| 6         | Andi Grünenfelder   | Svizzera         | 2:19:46,2 |
| 7         | Aleksandr Zav'jalov | Unione Sovietica | 2:20:27,6 |
| 8         | Vladimir Sachnov    | Unione Sovietica | 2:20:53,7 |
| 9         | Konrad Hallenbarter | Svizzera         | 2:21:11,6 |
| 10        | Juha Mieto          | Finlandia        | 2:21:53,1 |

#### Staffetta 4x10 km
La gara di staffetta si disputò il 16 febbraio; il percorso di Veliko Polje si snodava sul monte Igman con un dislivello massimo di 122 m e a partire dalle 8:45 presero parte alla competizione 17 squadre nazionali.
| Posizione | Nazione          | Atleti                                                                 | Tempo     |
| --------- | ---------------- | ---------------------------------------------------------------------- | --------- |
| 1         | Svezia           | Thomas Wassberg Benny Kohlberg Jan Ottosson Gunde Svan                 | 1:55:06,3 |
| 2         | Unione Sovietica | Oleksandr Batjuk Aleksandr Zav'jalov Vladimir Nikitin Nikolaj Zimjatov | 1:55:16,5 |
| 3         | Finlandia        | Kari Ristanen Juha Mieto Harri Kirvesniemi Aki Karvonen                | 1:56:31,4 |
| 4         | Norvegia         | Lars Erik Eriksen Jan Lindvall Ove Aunli Tor Håkon Holte               | 1:57:27,6 |
| 5         | Svizzera         | Giachem Guidon Konrad Hallenbarter Joos Ambühl Andi Grünenfelder       | 1:58:06,0 |
| 6         | Germania Ovest   | Jochen Behle Stefan Dotzler Franz Schöbel Peter Zipfel                 | 1:59:30,2 |
| 7         | Italia           | Maurilio De Zolt Alfred Runggaldier Giulio Capitanio Giorgio Vanzetta  | 1:59:30,3 |
| 8         | Stati Uniti      | Dan Simoneau Timothy Caldwell James Galanes Bill Koch                  | 1:59:52,3 |
| 9         | Germania Est     | Karsten Brandt Uwe Wünsch Frank Schröder Uwe Bellmann                  | 2:02:13,9 |
| 10        | Bulgaria         | Svetoslav Atanasov Atanas Simidčiev Miluš Ivančev Christo Bărzanov     | 2:03:17,6 |

### Donne

#### 5 km
La gara di sci di fondo sulla distanza di 5 km si disputò il 12 febbraio; il percorso di Veliko Polje si snodava sul monte Igman con un dislivello massimo di 63 m e a partire dalle 8:45 presero parte alla competizione 52 atlete.
| Posizione | Atleta                  | Nazione        | Tempo   |
| --------- | ----------------------- | -------------- | ------- |
| 1         | Marja-Liisa Kirvesniemi | Finlandia      | 17:04,0 |
| 2         | Berit Aunli             | Norvegia       | 17:14,1 |
| 3         | Květa Jeriová           | Cecoslovacchia | 17:18,3 |
| 4         | Marie Johansson         | Svezia         | 17:26,3 |
| 5         | Inger Helene Nybråten   | Norvegia       | 17:28,2 |
| 6         | Brit Pettersen          | Norvegia       | 17:33,6 |
| 7         | Anne Jahren             | Norvegia       | 17:38,0 |
| 8         | Ute Noack               | Germania Est   | 17:46,0 |
| 9         | Evi Kratzer             | Svizzera       | 17:47,5 |
| 10        | Pirkko Määttä           | Finlandia      | 17:48,0 |

#### 10 km
La gara di sci di fondo sulla distanza di 10 km si disputò il 9 febbraio; il percorso di Veliko Polje si snodava sul monte Igman con un dislivello massimo di 133 m e a partire dalle 8:00 presero parte alla competizione 52 atlete.
| Posizione | Atleta                  | Nazione          | Tempo    |
| --------- | ----------------------- | ---------------- | -------- |
| 1         | Marja-Liisa Kirvesniemi | Finlandia        | 31:44,2  |
| 2         | Raisa Smetanina         | Unione Sovietica | 32:02,9  |
| 3         | Brit Pettersen          | Norvegia         | 32:12,7  |
| 4         | Berit Aunli             | Norvegia         | 32:17,7  |
| 5         | Anne Jahren             | Norvegia         | 30:58,46 |
| 6         | Marie Johansson         | Svezia           | 32:34,6  |
| 7         | Marit Myrmæl            | Norvegia         | 32:35,3  |
| 8         | Julija Šamšurina        | Unione Sovietica | 32:45,7  |
| 9         | Nadežda Burjakova       | Unione Sovietica | 32:55,8  |
| 10        | Květa Jeriová           | Cecoslovacchia   | 32:58,7  |

#### 20 km
La gara di sci di fondo sulla distanza di 20 km si disputò il 18 febbraio; il percorso di Veliko Polje si snodava sul monte Igman con un dislivello massimo di 76 m e a partire dalle 8:45 presero parte alla competizione 40 atlete.
| Posizione | Atleta                  | Nazione          | Tempo     |
| --------- | ----------------------- | ---------------- | --------- |
| 1         | Marja-Liisa Kirvesniemi | Finlandia        | 1:01:45,0 |
| 2         | Raisa Smetanina         | Unione Sovietica | 1:02:26,7 |
| 3         | Anne Jahren             | Norvegia         | 1:03:13,6 |
| 4         | Blanka Paulů            | Cecoslovacchia   | 1:03:16,9 |
| 5         | Marie Johansson         | Svezia           | 1:03:31,8 |
| 6         | Brit Pettersen          | Norvegia         | 1:03:49,0 |
| 7         | Ljubov' Ljadova         | Unione Sovietica | 1:03:53,3 |
| 8         | Evi Kratzer             | Svizzera         | 1:03:56,4 |
| 9         | Pirkko Määttä           | Finlandia        | 1:04:37,6 |
| 10        | Guidina Dal Sasso       | Italia           | 1:04:44,1 |

#### Staffetta 4x5 km
La gara di staffetta si disputò il 15 febbraio; il percorso di Veliko Polje si snodava sul monte Igman con un dislivello massimo di 89 m e a partire dalle 8:45 presero parte alla competizione 12 squadre nazionali.
| Posizione | Nazione          | Atleti                                                                 | Tempo     |
| --------- | ---------------- | ---------------------------------------------------------------------- | --------- |
| 1         | Norvegia         | Inger Helene Nybråten Anne Jahren Brit Pettersen Berit Aunli           | 1:06:49,7 |
| 2         | Cecoslovacchia   | Dagmar Švubová Blanka Paulů Gabriela Svobodová Květa Jeriová           | 1:07:34,7 |
| 3         | Finlandia        | Pirkko Määttä Eija Hyytiäinen Marjo Matikainen Marja-Liisa Kirvesniemi | 1:07:36,7 |
| 4         | Unione Sovietica | Julija Šamšurina Ljubov' Ljadova Nadežda Burjakova Raisa Smetanina     | 1:07:55,0 |
| 5         | Svezia           | Karin Lamberg Doris Hugosson Marie Johansson Ann-Janeth Rosendahl      | 1:09:30,0 |
| 6         | Svizzera         | Karin Thomas Monika Germann Christine Brügger Evi Kratzer              | 1:09:40,3 |
| 7         | Stati Uniti      | Susan Long Judy Rabinowitz Lynn Spencer-Galanes Patricia Rossr         | 1:10:48,4 |
| 8         | Germania Est     | Petra Voge Petra Rohrmann Carola Anding Ute Noack                      | 1:11:10,7 |
| 9         | Italia           | Klara Angerer Paola Pozzoni Manuela Di Centa Guidina Dal Sasso         | 1:11:12,3 |
| 10        | Jugoslavia       | Jana Mlakar Andreja Smrekar Tatjana Smolnikar Metka Munih              | 1:13:45,1 |

## Medagliere per nazioni
| Posizione | Nazione          | Oro | Argento | Bronzo | Totale |
| --------- | ---------------- | --- | ------- | ------ | ------ |
| 1         | Finlandia        | 3   | 1       | 4      | 8      |
| 2         | Svezia           | 3   | 1       | 1      | 5      |
| 3         | Unione Sovietica | 1   | 4       | 0      | 5      |
| 4         | Norvegia         | 1   | 1       | 2      | 4      |
| 5         | Cecoslovacchia   | 0   | 1       | 1      | 2      |